# Campeonato de Primera División 2005-06 (Bolivia)
La Temporada 2005-06 fue la 29.ª de la Liga de Fútbol Profesional Boliviano. Se dividió en 3 campeonatos oficiales: dos en el 2005 Adecuación y Apertura y una en el 2006 Clausura, adecuándose al formato FIFA (agosto a junio) para estandarizar con las competiciones internacionales.
Sin embargo, la adecuación de esta temporada no fue similar a la de Segunda División, por lo que a final de año (concluido el Torneo Apertura 2005) terminó la competición y el campeón tuvo que ascender para el año 2006 (Torneo Clausura 2006), mientras que el equipo con más bajo punto promedio tuvo que descender.

## Formato
La Temporada 2005-06 se dividió en tres campeonatos oficiales, con el siguiente formato:
Torneo Adecuación 2005
El Torneo Adecuación fue el primer torneo de la temporada. Se disputó bajo el sistema todos contra todos: los doce clubes compitieron en dos ruedas (una como local y la otra de visitante), jugando un total de 22 partidos cada uno. Cada club recibió tres puntos por partido ganado, uno por partido empatado y cero por partido perdido. Los clubes fueron clasificados por puntos con los siguientes criterios de desempate (en orden): diferencia de goles, goles anotados y resultados directos entre equipos empatados. El equipo con más puntos después de los veintidós partidos fue declarado Campeón y clasificó a la Copa Libertadores 2006 como Bolivia 1.
Torneo Apertura 2005
El Torneo Apertura fue el segundo torneo de la temporada. Se dividió en dos fases: La primera fase tuvo los doce equipos divididos en dos grupos, los mejores tres de cada grupo avanzaron al Hexagonal Final, mientras que el resto de los quedaron automáticamente fuera de juego. El Hexagonal Final se disputó bajo el sistema todos contra todos y el equipo que obtuvo mayor puntaje se consagró Campeón y clasificó a la Copa Libertadores 2007 como Bolivia 3.
Torneo Clausura 2006
El Torneo Clausura fue el tercer torneo de la temporada 2005/06. Se disputó bajo el sistema todos contra todos: los doce clubes compitieron en dos ruedas (una como local y la otra de visitante), jugando un total de 22 partidos cada uno. Cada club recibió tres puntos por partido ganado, uno por partido empatado y cero por partido perdido. Los clubes fueron clasificados por puntos con los siguientes criterios de desempate (en orden): diferencia de goles, goles anotados y resultados directos entre equipos empatados. El equipo con más puntos después de los veintidós partidos fue declarado Campeón.

## Equipos y Estadios
| Posición | Equipo ascendido de la Copa Simón Bolívar 2004 |
| -------- | ---------------------------------------------- |
| 1º       | Destroyers                                     |

| Posición | Equipo descendido en el Torneo 2004 |
| -------- | ----------------------------------- |
| 12º      | Real Santa Cruz                     |

El número de equipos para la temporada 2005 sigue siendo 12, el mismo que la temporada anterior.
Real Santa Cruz terminó último en la Tabla del Descenso y fue relegado a la Segunda División luego de permanecer por una temporada en Primera División. Fue reemplazado por el campeón de la Copa Simón Bolívar 2004, Destroyers, que retornó a la LFPB, después de 5 temporadas.
| Equipo            | Fundación                | Ciudad     | Estadio                 | Capacidad |
| ----------------- | ------------------------ | ---------- | ----------------------- | --------- |
| Aurora            | 27 de mayo de 1935       | Cochabamba | Félix Capriles          | 32.000    |
| Blooming          | 1 de mayo de 1946        | Santa Cruz | Ramón Tahuichi Aguilera | 35.000    |
| Bolívar           | 12 de abril de 1925      | La Paz     | Hernando Siles          | 42.000    |
| Destroyers        | 14 de septiembre de 1948 | Santa Cruz | Ramón Tahuichi Aguilera | 35.000    |
| Iberoamericana    | 1993                     | La Paz     | Simón Bolívar           | 8.000     |
| La Paz FC         | 30 de mayo de 1989       | La Paz     | Hernando Siles          | 42.000    |
| Oriente Petrolero | 5 de noviembre de 1955   | Santa Cruz | Ramón Tahuichi Aguilera | 35.000    |
| Real Potosí       | 1 de abril de 1986       | Potosí     | Víctor Agustín Ugarte   | 30.000    |
| San José          | 19 de marzo de 1942      | Oruro      | Jesús Bermúdez          | 30.000    |
| The Strongest     | 8 de abril de 1908       | La Paz     | Hernando Siles          | 42.000    |
| Unión Central     | 8 de abril de 1980       | Tarija     | IV Centenario           | 18.000    |
| Wilstermann       | 24 de noviembre de 1949  | Cochabamba | Félix Capriles          | 32.000    |

## Torneo Adecuación

### Tabla de posiciones
|  | Pos. | Equipos           | PJ | PG | PE | PP | GF | GC | Dif. | Pts. |
|  | ---- | ----------------- | -- | -- | -- | -- | -- | -- | ---- | ---- |
|  | 1.   | Bolívar (C)       | 22 | 13 | 5  | 4  | 55 | 20 | 35   | 44   |
|  | 2.   | The Strongest     | 22 | 13 | 4  | 5  | 45 | 19 | 26   | 43   |
|  | 3.   | Oriente Petrolero | 22 | 12 | 5  | 5  | 39 | 27 | 12   | 41   |
|  | 4.   | Aurora            | 22 | 10 | 5  | 7  | 37 | 32 | 5    | 35   |
|  | 5.   | Blooming          | 22 | 11 | 2  | 9  | 27 | 37 | -10  | 35   |
|  | 6.   | Wilstermann       | 22 | 10 | 4  | 8  | 34 | 24 | 10   | 34   |
|  | 7.   | La Paz FC         | 22 | 10 | 3  | 9  | 35 | 33 | 2    | 33   |
|  | 8.   | San José          | 22 | 8  | 6  | 8  | 48 | 36 | 12   | 30   |
|  | 9.   | Real Potosí       | 22 | 7  | 6  | 9  | 31 | 42 | -11  | 27   |
|  | 10.  | Destroyers        | 22 | 6  | 3  | 13 | 29 | 54 | -25  | 21   |
|  | 11.  | Unión Central     | 22 | 5  | 4  | 13 | 20 | 42 | -22  | 19   |
|  | 12.  | Iberoamericana    | 22 | 1  | 5  | 16 | 11 | 45 | -34  | 8    |

|  | |
|  | Campeón del Torneo Adecuación y Clasificado para la Copa Sudamericana 2005 y Copa Libertadores 2006 como Bolivia 1. |
|  | Clasificado para la Copa Sudamericana 2005 y Copa Libertadores 2006 como Bolivia 2.                                 |
|  | Clasificado para la Copa Libertadores 2006 como Bolivia 3.                                                          |

### Fixture
| La Paz FC         | 3 - 1 | Blooming       | Hernando Siles          | 5 de marzo | 15:30 |
| The Strongest     | 1 - 1 | San José       | Hernando Siles          | 6 de marzo | 16:00 |
| Aurora            | 4 - 0 | Unión Central  | Félix Capriles          | 6 de marzo | 16:00 |
| Destroyers        | 1 - 1 | Bolívar        | Ramón Tahuichi Aguilera | 6 de marzo | 18:00 |
| Oriente Petrolero | 2 - 0 | Iberoamericana | Ramón Tahuichi Aguilera | 9 de marzo | 20:30 |
| Real Potosí       | 1 - 0 | Wilstermann    | Mario Mercado           | 22 de mayo | 15:30 |

| Iberoamericana | 3 - 1 | Destroyers        | Hernando Siles          | 13 de marzo | 14:00 |
| San José       | 6 - 3 | La Paz FC         | Jesús Bermúdez          | 13 de marzo | 15:30 |
| Aurora         | 1 - 1 | Real Potosí       | Félix Capriles          | 13 de marzo | 15:30 |
| Bolívar        | 1 - 0 | Wilstermann       | Hernando Siles          | 13 de marzo | 16:00 |
| Blooming       | 2 - 1 | Oriente Petrolero | Ramón Tahuichi Aguilera | 14 de marzo | 18:00 |
| Unión Central  | 0 - 2 | The Strongest     | IV Centenario           | 17 de marzo | 16:00 |

| The Strongest     | 0 - 1 | Aurora         | Hernando Siles          | 19 de marzo | 16:00 |
| La Paz FC         | 2 - 0 | Unión Central  | Hernando Siles          | 20 de marzo | 15:30 |
| Real Potosí       | 0 - 4 | Bolívar        | Mario Mercado           | 20 de marzo | 15:30 |
| Wilstermann       | 3 - 0 | Iberoamericana | Félix Capriles          | 20 de marzo | 15:30 |
| Oriente Petrolero | 1 - 1 | San José       | Ramón Tahuichi Aguilera | 20 de marzo | 18:00 |
| Destroyers        | 1 - 4 | Blooming       | Ramón Tahuichi Aguilera | 20 de marzo | 20:00 |

| San José       | 7 - 2 | Destroyers        | Jesús Bermúdez          | 2 de abril | 15:30 |
| Iberoamericana | 1 - 4 | Bolívar           | Simón Bolívar           | 3 de abril | 11:00 |
| Aurora         | 0 - 0 | La Paz FC         | Félix Capriles          | 3 de abril | 15:30 |
| The Strongest  | 4 - 0 | Real Potosí       | Hernando Siles          | 3 de abril | 15:30 |
| Unión Central  | 0 - 1 | Oriente Petrolero | IV Centenario           | 3 de abril | 16:00 |
| Blooming       | 0 - 0 | Wilstermann       | Ramón Tahuichi Aguilera | 3 de abril | 18:00 |

| Destroyers        | 3 - 1 | Unión Central  | Juan Carlos Durán       | 5 de abril | 20:30 |
| Wilstermann       | 3 - 1 | San José       | Félix Capriles          | 6 de abril | 20:00 |
| La Paz FC         | 2 - 1 | The Strongest  | Hernando Siles          | 6 de abril | 20:00 |
| Real Potosí       | 1 - 1 | Iberoamericana | Mario Mercado           | 6 de abril | 20:00 |
| Oriente Petrolero | 3 - 3 | Aurora         | Ramón Tahuichi Aguilera | 6 de abril | 20:30 |
| Bolívar           | 5 - 0 | Blooming       | Hernando Siles          | 7 de abril | 20:00 |

| La Paz FC     | 0 - 1 | Real Potosí       | Hernando Siles          | 9 de abril  | 16:00 |
| The Strongest | 2 - 0 | Oriente Petrolero | Hernando Siles          | 10 de abril | 15:30 |
| San José      | 2 - 2 | Bolívar           | Jesús Bermúdez          | 10 de abril | 15:30 |
| Aurora        | 2 - 0 | Destroyers        | Félix Capriles          | 10 de abril | 15:30 |
| Unión Central | 2 - 4 | Wilstermann       | IV Centenario           | 10 de abril | 16:00 |
| Blooming      | 3 - 2 | Iberoamericana    | Ramón Tahuichi Aguilera | 10 de abril | 18:00 |

| Oriente Petrolero | 2 - 1 | La Paz FC     | Ramón Tahuichi Aguilera | 16 de abril | 19:00 |
| Iberoamericana    | 0 - 2 | San José      | Hernando Siles          | 17 de abril | 14:00 |
| Real Potosí       | 2 - 1 | Blooming      | Mario Mercado           | 17 de abril | 15:30 |
| Wilstermann       | 2 - 0 | Aurora        | Félix Capriles          | 17 de abril | 16:00 |
| Bolívar           | 0 - 1 | Unión Central | Hernando Siles          | 17 de abril | 16:00 |
| Destroyers        | 2 - 3 | The Strongest | Ramón Tahuichi Aguilera | 17 de abril | 18:00 |

| La Paz FC         | 6 - 1 | Destroyers     | Hernando Siles          | 23 de abril | 15:00 |
| The Strongest     | 2 - 0 | Wilstermann    | Hernando Siles          | 24 de abril | 15:30 |
| San José          | 3 - 0 | Blooming       | Jesús Bermúdez          | 24 de abril | 15:30 |
| Unión Central     | 3 - 0 | Iberoamericana | IV Centenario           | 24 de abril | 16:00 |
| Aurora            | 1 - 1 | Bolívar        | Félix Capriles          | 24 de abril | 17:00 |
| Oriente Petrolero | 3 - 1 | Real Potosí    | Ramón Tahuichi Aguilera | 24 de abril | 19:00 |

| Real Potosí    | 3 - 3 | San José          | Mario Mercado           | 30 de abril | 15:30 |
| Destroyers     | 1 - 3 | Oriente Petrolero | Juan Carlos Durán       | 1 de mayo   | 18:00 |
| Iberoamericana | 0 - 3 | Aurora            | Hernando Siles          | 2 de mayo   | 14:00 |
| Bolívar        | 0 - 0 | The Strongest     | Hernando Siles          | 2 de mayo   | 16:00 |
| Wilstermann    | 2 - 1 | La Paz FC         | Félix Capriles          | 2 de mayo   | 16:00 |
| Blooming       | 3 - 3 | Unión Central     | Ramón Tahuichi Aguilera | 2 de mayo   | 18:00 |

| The Strongest     | 3 - 1 | Iberoamericana | Hernando Siles          | 7 de mayo   | 15:30 |
| Destroyers        | 1 - 0 | Real Potosí    | Juan Carlos Durán       | 7 de mayo   | 18:00 |
| La Paz FC         | 1 - 3 | Bolívar        | Hernando Siles          | 8 de mayo   | 15:30 |
| Aurora            | 3 - 1 | Blooming       | Félix Capriles          | 8 de mayo   | 15:30 |
| Oriente Petrolero | 0 - 3 | Wilstermann    | Ramón Tahuichi Aguilera | 8 de mayo   | 18:00 |
| Unión Central     | 1 - 0 | San José       | IV Centenario           | 14 de junio | 16:00 |

| San José       | 6 - 0 | Aurora            | Jesús Bermúdez          | 14 de mayo | 15:30 |
| Iberoamericana | 0 - 1 | La Paz FC         | Hernando Siles          | 15 de mayo | 14:00 |
| Real Potosí    | 6 - 0 | Unión Central     | Mario Mercado           | 15 de mayo | 15:30 |
| Wilstermann    | 2 - 0 | Destroyers        | Félix Capriles          | 15 de mayo | 15:30 |
| Bolívar        | 3 - 0 | Oriente Petrolero | Hernando Siles          | 15 de mayo | 16:00 |
| Blooming       | 1 - 0 | The Strongest     | Ramón Tahuichi Aguilera | 15 de mayo | 18:00 |

| Iberoamericana | 0 - 0 | Oriente Petrolero | Hernando Siles          | 22 de mayo  | 14:00 |
| San José       | 1 - 1 | The Strongest     | Jesús Bermúdez          | 22 de mayo  | 15:30 |
| Bolívar        | 6 - 1 | Destroyers        | Hernando Siles          | 22 de mayo  | 16:00 |
| Unión Central  | 2 - 1 | Aurora            | IV Centenario           | 22 de mayo  | 16:00 |
| Blooming       | 1 - 0 | La Paz FC         | Ramón Tahuichi Aguilera | 22 de mayo  | 18:00 |
| Wilstermann    | 2 - 0 | Real Potosí       | Félix Capriles          | 14 de junio | 20:00 |

| Real Potosí       | 1 - 0 | Aurora         | Mario Mercado           | 28 de mayo | 15:30 |
| La Paz FC         | 2 - 1 | San José       | Hernando Siles          | 29 de mayo | 15:30 |
| Wilstermann       | 0 - 3 | Bolívar        | Félix Capriles          | 29 de mayo | 15:30 |
| Oriente Petrolero | 4 - 2 | Blooming       | Ramón Tahuichi Aguilera | 29 de mayo | 18:00 |
| Destroyers        | 2 - 0 | Iberoamericana | Juan Carlos Durán       | 30 de mayo | 20:00 |
| The Strongest     | 2 - 0 | Unión Central  | Hernando Siles          | 6 de julio | 16:00 |

| Iberoamericana | 0 - 0 | Wilstermann       | Simón Bolívar           | 18 de junio | 11:00 |
| San José       | 1 - 2 | Oriente Petrolero | Jesús Bermúdez          | 19 de junio | 15:30 |
| Bolívar        | 8 - 2 | Real Potosí       | Hernando Siles          | 19 de junio | 15:30 |
| Unión Central  | 0 - 1 | La Paz FC         | IV Centenario           | 19 de junio | 16:00 |
| Aurora         | 2 - 0 | The Strongest     | Félix Capriles          | 19 de junio | 16:30 |
| Blooming       | 1 - 0 | Destroyers        | Ramón Tahuichi Aguilera | 20 de junio | 18:30 |

| Oriente Petrolero | 5 - 1 | Unión Central  | Ramón Tahuichi Aguilera | 25 de junio | 18:00 |
| Bolívar           | 2 - 0 | Iberoamericana | Simón Bolívar           | 26 de junio | 11:00 |
| Wilstermann       | 3 - 1 | Blooming       | Félix Capriles          | 26 de junio | 15:30 |
| Real Potosí       | 2 - 2 | The Strongest  | Mario Mercado           | 26 de junio | 15:30 |
| La Paz FC         | 2 - 2 | Aurora         | Hernando Siles          | 26 de junio | 16:00 |
| Destroyers        | 4 - 3 | San José       | Juan Carlos Durán       | 26 de junio | 18:00 |

| Iberoamericana | 1 - 1 | Real Potosí       | Simón Bolívar           | 29 de junio | 11:00 |
| San José       | 3 - 2 | Wilstermann       | Jesús Bermúdez          | 29 de junio | 16:00 |
| Aurora         | 0 - 3 | Oriente Petrolero | Félix Capriles          | 29 de junio | 19:00 |
| The Strongest  | 3 - 2 | La Paz FC         | Hernando Siles          | 29 de junio | 20:00 |
| Unión Central  | 0 - 0 | Destroyers        | IV Centenario           | 29 de junio | 20:00 |
| Blooming       | 0 - 2 | Bolívar           | Ramón Tahuichi Aguilera | 30 de junio | 20:30 |

| Destroyers        | 2 - 3 | Aurora        | Juan Carlos Durán       | 2 de julio | 18:00 |
| Iberoamericana    | 0 - 1 | Blooming      | Hernando Siles          | 3 de julio | 14:00 |
| Real Potosí       | 1 - 3 | La Paz FC     | Mario Mercado           | 3 de julio | 15:30 |
| Wilstermann       | 3 - 0 | Unión Central | Félix Capriles          | 3 de julio | 15:30 |
| Bolívar           | 2 - 0 | San José      | Hernando Siles          | 3 de julio | 16:00 |
| Oriente Petrolero | 1 - 0 | The Strongest | Ramón Tahuichi Aguilera | 3 de julio | 18:00 |

| The Strongest | 4 - 0 | Destroyers        | Rafael Mendoza Castellón | 10 de julio | 11:30 |
| La Paz FC     | 1 - 3 | Oriente Petrolero | Hernando Siles           | 10 de julio | 15:30 |
| Aurora        | 2 - 1 | Wilstermann       | Félix Capriles           | 10 de julio | 15:30 |
| San José      | 2 - 1 | Iberoamericana    | Jesús Bermúdez           | 10 de julio | 15:30 |
| Unión Central | 2 - 2 | Bolívar           | IV Centenario            | 10 de julio | 16:00 |
| Blooming      | 1 - 0 | Real Potosí       | Ramón Tahuichi Aguilera  | 10 de julio | 18:00 |

| Iberoamericana | 1 - 1 | Unión Central     | Simón Bolívar           | 13 de julio | 11:00 |
| Blooming       | 2 - 0 | San José          | Ramón Tahuichi Aguilera | 13 de julio | 18:00 |
| Destroyers     | 4 - 0 | La Paz FC         | Ramón Tahuichi Aguilera | 13 de julio | 20:00 |
| Wilstermann    | 2 - 3 | The Strongest     | Félix Capriles          | 13 de julio | 20:00 |
| Real Potosí    | 2 - 1 | Oriente Petrolero | Mario Mercado           | 13 de julio | 20:00 |
| Bolívar        | 4 - 3 | Aurora            | Hernando Siles          | 14 de julio | 20:00 |

| La Paz FC         | 1 - 1 | Wilstermann    | Hernando Siles          | 16 de julio | 15:30 |
| The Strongest     | 2 - 1 | Bolívar        | Hernando Siles          | 17 de julio | 15:30 |
| Aurora            | 4 - 0 | Iberoamericana | Félix Capriles          | 17 de julio | 15:30 |
| San José          | 2 - 2 | Real Potosí    | Jesús Bermúdez          | 17 de julio | 15:30 |
| Unión Central     | 0 - 0 | Blooming       | IV Centenario           | 17 de julio | 16:00 |
| Oriente Petrolero | 1 - 1 | Destroyers     | Ramón Tahuichi Aguilera | 17 de julio | 18:00 |

| Real Potosí    | 4 - 0 | Destroyers        | Mario Mercado           | 20 de julio | 20:00 |
| Bolívar        | 0 - 1 | La Paz FC         | Hernando Siles          | 20 de julio | 20:00 |
| San José       | 2 - 0 | Unión Central     | Jesús Bermúdez          | 21 de julio | 16:00 |
| Wilstermann    | 1 - 1 | Oriente Petrolero | Félix Capriles          | 21 de julio | 20:00 |
| Iberoamericana | 0 - 4 | The Strongest     | Hernando Siles          | 21 de julio | 20:00 |
| Blooming       | 2 - 0 | Aurora            | Ramón Tahuichi Aguilera | 21 de julio | 20:00 |

| La Paz FC         | 2 - 0 | Iberoamericana | Hernando Siles          | 24 de julio | 14:00 |
| The Strongest     | 6 - 0 | Blooming       | Hernando Siles          | 24 de julio | 16:00 |
| Aurora            | 2 - 1 | San José       | Félix Capriles          | 24 de julio | 16:00 |
| Unión Central     | 4 - 0 | Real Potosí    | IV Centenario           | 24 de julio | 16:00 |
| Oriente Petrolero | 2 - 1 | Bolívar        | Ramón Tahuichi Aguilera | 24 de julio | 16:00 |
| Destroyers        | 2 - 0 | Wilstermann    | Ramón Tahuichi Aguilera | 24 de julio | 18:00 |

|                                                                    |
| Campeón Bolívar 14.o Título Liguero 20° Título de Primera División |

## Torneo Apertura

### Fase de grupos

#### Grupo A
| Pos | Equipo         | Pts | PJ | PG | PE | PP | GF | GC | Dif |
| --- | -------------- | --- | -- | -- | -- | -- | -- | -- | --- |
| 1º  | Blooming       | 26  | 12 | 8  | 2  | 2  | 34 | 13 | 21  |
| 2º  | San José       | 22  | 12 | 7  | 1  | 4  | 22 | 17 | 5   |
| 3º  | The Strongest  | 21  | 12 | 6  | 3  | 3  | 22 | 10 | 12  |
| 4º  | Wilstermann    | 17  | 12 | 5  | 2  | 5  | 21 | 13 | 8   |
| 5º  | Destroyers     | 16  | 12 | 5  | 1  | 6  | 26 | 26 | 0   |
| 6º  | Iberoamericana | 0   | 12 | 0  | 0  | 12 | 6  | 52 | -46 |

Pts = Puntos; PJ = Partidos Jugados; G = Partidos Ganados; E = Partidos Empatados; P = Partidos Perdidos; GF = Goles Anotados; GC = Goles Recibidos; Dif = Diferencia de gol
|  | Clasificados al Hexagonal Final. |

Fixture
| San José    | 5 - 1 | Blooming       | Jesús Bermúdez          | 21 de agosto | 15:30 |
| Wilstermann | 0 - 0 | The Strongest  | Félix Capriles          | 21 de agosto | 15:30 |
| Destroyers  | 6 - 0 | Iberoamericana | Ramón Tahuichi Aguilera | 21 de agosto | 18:00 |

| Wilstermann   | 5 - 2  | Destroyers     | Félix Capriles          | 27 de agosto | 15:30 |
| The Strongest | 2 - 0  | San José       | Hernando Siles          | 28 de agosto | 16:00 |
| Blooming      | 10 - 0 | Iberoamericana | Ramón Tahuichi Aguilera | 29 de agosto | 20:00 |

| Iberoamericana | 0 - 1 | The Strongest | Simón Bolívar           | 10 de septiembre | 11:00 |
| San José       | 2 - 1 | Wilstermann   | Jesús Bermúdez          | 11 de septiembre | 16:00 |
| Destroyers     | 1 - 2 | Blooming      | Ramón Tahuichi Aguilera | 11 de septiembre | 18:00 |

| Iberoamericana    | 1 - 2 | La Paz FC     | Hernando Siles          | 18 de septiembre | 14:00 |
| Real Potosí       | 1 - 1 | San José      | Mario Mercado           | 18 de septiembre | 15:30 |
| Aurora            | 1 - 2 | Wilstermann   | Félix Capriles          | 18 de septiembre | 15:30 |
| Bolívar           | 3 - 0 | The Strongest | Hernando Siles          | 18 de septiembre | 16:00 |
| Destroyers        | 6 - 0 | Unión Central | Ramón Tahuichi Aguilera | 18 de septiembre | 16:00 |
| Oriente Petrolero | 1 - 1 | Blooming      | Ramón Tahuichi Aguilera | 18 de septiembre | 18:00 |

| The Strongest | 0 - 1 | Blooming       | Hernando Siles | 24 de septiembre | 15:30 |
| Wilstermann   | 2 - 0 | Iberoamericana | Félix Capriles | 24 de septiembre | 20:00 |
| San José      | 3 - 1 | Destroyers     | Jesús Bermúdez | 25 de septiembre | 15:30 |

| Blooming       | 2 - 3 | Wilstermann   | Ramón Tahuichi Aguilera | 29 de septiembre | 20:30 |
| Iberoamericana | 1 - 2 | San José      | Hernando Siles          | 2 de octubre     | 14:00 |
| Destroyers     | 3 - 1 | The Strongest | Juan Carlos Durán       | 3 de octubre     | 20:00 |

| Iberoamericana | 1 - 3 | Destroyers  | Simón Bolívar           | 15 de octubre | 15:30 |
| The Strongest  | 1 - 0 | Wilstermann | Hernando Siles          | 16 de octubre | 16:00 |
| Blooming       | 3 - 0 | San José    | Ramón Tahuichi Aguilera | 16 de octubre | 18:00 |

| La Paz FC     | 3 - 1 | Iberoamericana    | Hernando Siles          | 22 de octubre | 15:30 |
| The Strongest | 2 - 2 | Bolívar           | Hernando Siles          | 23 de octubre | 15:30 |
| San José      | 2 - 1 | Real Potosí       | Jesús Bermúdez          | 23 de octubre | 15:30 |
| Wilstermann   | 1 - 2 | Aurora            | Félix Capriles          | 23 de octubre | 15:30 |
| Unión Central | 3 - 1 | Destroyers        | IV Centenario           | 23 de octubre | 16:00 |
| Blooming      | 2 - 1 | Oriente Petrolero | Ramón Tahuichi Aguilera | 24 de octubre | 19:00 |

| San José       | 0 - 3 | The Strongest | Jesús Bermúdez | 26 de octubre | 16:00 |
| Iberoamericana | 1 - 7 | Blooming      | Hernando Siles | 26 de octubre | 18:00 |
| Destroyers     | 0 - 0 | Wilstermann   | 20:30          | 26 de octubre |       |

| The Strongest | 6 - 1 | Iberoamericana | Hernando Siles          | 29 de octubre | 15:30 |
| Wilstermann   | 0 - 1 | San José       | Félix Capriles          |               | 15:30 |
| Blooming      | 3 - 0 | Destroyers     | Ramón Tahuichi Aguilera | 30 de octubre | 18:00 |

| Destroyers     | 3 - 2 | San José      | Ramón Tahuichi Aguilera | 2 de noviembre | 18:00 |
| Blooming       | 0 - 0 | The Strongest | Ramón Tahuichi Aguilera | 3 de noviembre | 21:00 |
| Iberoamericana | 0 - 6 | Wilstermann   | Hernando Siles          | 3 de noviembre | 17:00 |

| San José      | 4 - 0 | Iberoamericana | Jesús Bermúdez | 5 de noviembre | 15:30 |
| The Strongest | 6 - 0 | Destroyers     | Hernando Siles | 6 de noviembre | 15:30 |
| Wilstermann   | 1 - 2 | Blooming       | Félix Capriles | 6 de noviembre | 16:00 |

#### Grupo B
| Pos | Equipo            | Pts | PJ | PG | PE | PP | GF | GC | Dif |
| --- | ----------------- | --- | -- | -- | -- | -- | -- | -- | --- |
| 1º  | Bolívar           | 30  | 12 | 9  | 3  | 0  | 32 | 13 | 19  |
| 2º  | La Paz FC         | 19  | 12 | 5  | 4  | 3  | 17 | 15 | 2   |
| 3º  | Oriente Petrolero | 18  | 12 | 5  | 3  | 4  | 15 | 17 | -2  |
| 4º  | Real Potosí       | 12  | 12 | 2  | 6  | 4  | 20 | 19 | 1   |
| 5º  | Aurora            | 10  | 12 | 2  | 4  | 6  | 11 | 15 | -4  |
| 6º  | Unión Central     | 10  | 12 | 3  | 1  | 8  | 14 | 30 | -16 |

Pts = Puntos; PJ = Partidos Jugados; G = Partidos Ganados; E = Partidos Empatados; P = Partidos Perdidos; GF = Goles Anotados; GC = Goles Recibidos; Dif = Diferencia de gol
|  | Clasificados al Hexagonal Final. |

Fixture
| La Paz FC         | 1 - 1 | Unión Central | Hernando Siles          | 20 de agosto | 15:30 |
| Bolívar           | 3 - 2 | Aurora        | Hernando Siles          | 21 de agosto | 15:30 |
| Oriente Petrolero | 2 - 1 | Real Potosí   | Ramón Tahuichi Aguilera | 21 de agosto | 20:00 |

| La Paz FC     | 2 - 2 | Bolívar           | Hernando Siles | 28 de agosto | 14:00 |
| Unión Central | 0 - 1 | Oriente Petrolero | IV Centenario  | 28 de agosto | 16:00 |
| Aurora        | 1 - 1 | Real Potosí       | Félix Capriles | 28 de agosto | 16:00 |

| Bolívar           | 3 - 1 | Real Potosí   | Hernando Siles          | 11 de septiembre | 15:30 |
| Aurora            | 0 - 1 | Unión Central | Félix Capriles          | 11 de septiembre | 15:30 |
| Oriente Petrolero | 4 - 1 | La Paz FC     | Ramón Tahuichi Aguilera | 11 de septiembre | 18:10 |

| Iberoamericana    | 1 - 2 | La Paz FC     | Hernando Siles          | 18 de septiembre | 14:00 |
| Real Potosí       | 1 - 1 | San José      | Mario Mercado           | 18 de septiembre | 15:30 |
| Aurora            | 1 - 2 | Wilstermann   | Félix Capriles          | 18 de septiembre | 15:30 |
| Bolívar           | 3 - 0 | The Strongest | Hernando Siles          | 18 de septiembre | 16:00 |
| Destroyers        | 6 - 0 | Unión Central | Ramón Tahuichi Aguilera | 18 de septiembre | 16:00 |
| Oriente Petrolero | 1 - 1 | Blooming      | Ramón Tahuichi Aguilera | 18 de septiembre | 18:00 |

| La Paz FC         | 1 - 0 | Aurora      | Hernando Siles          | 25 de septiembre | 15:30 |
| Unión Central     | 4 - 2 | Real Potosí | IV Centenario           | 25 de septiembre | 16:00 |
| Oriente Petrolero | 1 - 2 | Bolívar     | Ramón Tahuichi Aguilera | 25 de septiembre | 18:00 |

| Real Potosí | 2 - 1 | La Paz FC         | Mario Mercado  | 2 de octubre | 15:30 |
| Aurora      | 1 - 1 | Oriente Petrolero | Félix Capriles | 2 de octubre | 15:30 |
| Bolívar     | 4 - 0 | Unión Central     | Hernando Siles | 2 de octubre | 16:00 |

| Real Potosí   | 1 - 1 | Oriente Petrolero | Mario Mercado  | 16 de octubre | 15:30 |
| Aurora        | 0 - 1 | Bolívar           | Félix Capriles | 16 de octubre | 15:30 |
| Unión Central | 1 - 2 | La Paz FC         | IV Centenario  | 16 de octubre | 16:00 |

| La Paz FC     | 3 - 1 | Iberoamericana    | Hernando Siles          | 22 de octubre | 15:30 |
| The Strongest | 2 - 2 | Bolívar           | Hernando Siles          | 23 de octubre | 15:30 |
| San José      | 2 - 1 | Real Potosí       | Jesús Bermúdez          | 23 de octubre | 15:30 |
| Wilstermann   | 1 - 2 | Aurora            | Félix Capriles          | 23 de octubre | 15:30 |
| Unión Central | 3 - 1 | Destroyers        | IV Centenario           | 23 de octubre | 16:00 |
| Blooming      | 2 - 1 | Oriente Petrolero | Ramón Tahuichi Aguilera | 24 de octubre | 19:00 |

| Bolívar           | 3 - 1 | La Paz FC     | Hernando Siles          | 26 de octubre | 20:00 |
| Real Potosí       | 2 - 2 | Aurora        | Mario Mercado           | 26 de octubre | 20:00 |
| Oriente Petrolero | 2 - 1 | Unión Central | Ramón Tahuichi Aguilera | 27 de octubre | 20:30 |

| Real Potosí   | 2 - 2 | Bolívar           | Mario Mercado  | 30 de octubre | 15:30 |
| La Paz FC     | 3 - 0 | Oriente Petrolero | Hernando Siles | 30 de octubre | 15:30 |
| Unión Central | 1 - 2 | Aurora            | IV Centenario  | 30 de octubre | 16:00 |

| Real Potosí | 6 - 0 | Unión Central     | Mario Mercado  | 2 de noviembre | 16:00 |
| Bolívar     | 4 - 0 | Oriente Petrolero | Hernando Siles | 3 de noviembre | 19:00 |
| Aurora      | 0 - 0 | La Paz FC         | Félix Capriles | 3 de noviembre | 20:00 |

| La Paz FC         | 0 - 0 | Real Potosí | Hernando Siles          | 6 de noviembre | 14:00 |
| Unión Central     | 2 - 3 | Bolívar     | IV Centenario           | 6 de noviembre | 16:00 |
| Oriente Petrolero | 1 - 0 | Aurora      | Ramón Tahuichi Aguilera | 6 de noviembre | 17:00 |

### Hexagonal Final
| Pos | Equipo            | Pts | PJ | PG | PE | PP | GF | GC | Dif |
| --- | ----------------- | --- | -- | -- | -- | -- | -- | -- | --- |
| 1º  | Blooming (C)      | 19  | 10 | 6  | 1  | 3  | 20 | 20 | 0   |
| 2º  | Bolívar Nota      | 14  | 10 | 5  | 2  | 3  | 22 | 17 | 5   |
| 3º  | Oriente Petrolero | 13  | 10 | 4  | 1  | 5  | 11 | 16 | -5  |
| 4º  | La Paz FC         | 12  | 10 | 3  | 3  | 4  | 17 | 14 | 3   |
| 5º  | The Strongest     | 12  | 10 | 3  | 3  | 4  | 14 | 18 | -4  |
| 6º  | San José          | 10  | 10 | 2  | 4  | 4  | 12 | 11 | 1   |

Pts = Puntos; PJ = Partidos Jugados; G = Partidos Ganados; E = Partidos Empatados; P = Partidos Perdidos; GF = Goles Anotados; GC = Goles Recibidos; Dif = Diferencia de gol
|  | Campeón del Torneo Apertura y clasificado a la Copa Libertadores 2007 como Bolivia 3. |

Nota: Bolívar perdió 3 puntos en cumplimiento a la resolución emitida por la Comisión Disciplinaria de la FIFA, de acuerdo a comunicación de Ref. Nº 050445, de fecha 8 de noviembre de 2005.

#### Fixture
| San José          | 1 - 1 | Blooming  | Jesús Bermúdez          | 12 de noviembre | 15:30 |
| The Strongest     | 1 - 2 | La Paz FC | Hernando Siles          | 13 de noviembre | 15:30 |
| Oriente Petrolero | 2 - 1 | Bolívar   | Ramón Tahuichi Aguilera | 13 de noviembre | 18:00 |

| La Paz FC | 3 - 1 | Oriente Petrolero | Hernando Siles          | 16 de noviembre | 19:00 |
| Blooming  | 4 - 1 | The Strongest     | Ramón Tahuichi Aguilera | 16 de noviembre | 21:00 |
| Bolívar   | 1 - 1 | San José          | Hernando Siles          | 17 de noviembre | 20:00 |

| The Strongest | 3 - 2 | San José          | Hernando Siles          | 19 de noviembre | 15:40 |
| La Paz FC     | 1 - 2 | Bolívar           | Hernando Siles          | 20 de noviembre | 15:40 |
| Blooming      | 1 - 0 | Oriente Petrolero | Ramón Tahuichi Aguilera | 20 de noviembre | 18:00 |

| Oriente Petrolero | 1 - 1 | The Strongest | Ramón Tahuichi Aguilera | 23 de noviembre | 21:00 |
| Bolívar           | 4 - 2 | Blooming      | Hernando Siles          | 23 de noviembre | 19:00 |
| La Paz FC         | 1 - 1 | San José      | Hernando Siles          | 24 de noviembre | 20:00 |

| The Strongest | 1 - 3 | Bolívar           | Hernando Siles          | 27 de noviembre | 15:30 |
| San José      | 5 - 1 | Oriente Petrolero | Jesús Bermúdez          | 27 de noviembre | 15:30 |
| Blooming      | 2 - 1 | La Paz FC         | Ramón Tahuichi Aguilera | 27 de noviembre | 19:15 |

| La Paz FC | 1 - 1 | The Strongest     | Hernando Siles          | 30 de noviembre | 19:00 |
| Blooming  | 2 - 1 | San José          | Ramón Tahuichi Aguilera | 30 de noviembre | 21:00 |
| Bolívar   | 3 - 0 | Oriente Petrolero | Hernando Siles          | 1 de diciembre  | 20:00 |

| Bolívar           | 4 - 3 | La Paz FC     | Hernando Siles          | 4 de diciembre | 15:00 |
| San José          | 0 - 1 | The Strongest | Jesús Bermúdez          | 4 de diciembre | 16:45 |
| Oriente Petrolero | 3 - 1 | Blooming      | Ramón Tahuichi Aguilera | 4 de diciembre | 19:00 |

| San José      | 0 - 0 | La Paz FC         | Jesús Bermúdez          | 7 de diciembre | 16:00 |
| The Strongest | 1 - 0 | Oriente Petrolero | Hernando Siles          | 7 de diciembre | 20:00 |
| Blooming      | 4 - 2 | Bolívar           | Ramón Tahuichi Aguilera | 8 de diciembre | 20:30 |

| La Paz FC         | 5 - 0 | Blooming      | Hernando Siles          | 10 de diciembre | 16:00 |
| Bolívar           | 2 - 2 | The Strongest | Hernando Siles          | 11 de diciembre | 16:00 |
| Oriente Petrolero | 1 - 0 | San José      | Ramón Tahuichi Aguilera | 11 de diciembre | 18:00 |

| San José          | 1 - 0 | Bolívar   | Jesús Bermúdez          | 14 de diciembre | 20:00 |
| The Strongest     | 2 - 3 | Blooming  | Hernando Siles          | 14 de diciembre | 20:00 |
| Oriente Petrolero | 2 - 0 | La Paz FC | Ramón Tahuichi Aguilera | 14 de diciembre | 20:00 |

|                                        |
| Campeón                                |
| Blooming 4º Título de Primera División |

## Descensos y Ascensos
Para los descensos y ascensos se aplicó el punto promedio tomando en cuenta los siguientes torneos:
- Apertura 2004.
- Clausura 2004 (fase de grupos).
- Adecuación 2005.
- Apertura 2005 (fase de grupos).

Cabe resaltar que la Copa Simón Bolívar no fue adecuada al calendario de esta división, por lo que al final de año el campeón de esa competición tuvo que ascender y para lo cual terminado el Torneo Apertura se calificaron los puntos promedio, por lo que el equipo con más bajo punto-promedio descendió para el año 2006, sin disputar el Torneo Clausura 2006.

| Pos. | Equipo            | 2004 | 2005 | Total | PJ | Prom.  |
| ---- | ----------------- | ---- | ---- | ----- | -- | ------ |
| 1.   | Bolívar           | 71   | 77   | 148   | 66 | 2.2424 |
| 2.   | Wilstermann       | 51   | 51   | 102   | 66 | 1.5454 |
| 3.   | The Strongest     | 38   | 64   | 102   | 66 | 1.5454 |
| 4.   | Oriente Petrolero | 44   | 59   | 103   | 66 | 1.5606 |
| 5.   | San José          | 49   | 52   | 101   | 66 | 1.5303 |
| 6.   | Blooming          | 37   | 58   | 95    | 66 | 1.4393 |
| 7.   | Aurora            | 50   | 45   | 95    | 66 | 1.4393 |
| 8.   | La Paz FC         | 38   | 52   | 90    | 66 | 1.3636 |
| 9.   | Real Potosí       | 45   | 39   | 84    | 66 | 1.2727 |
| 10.  | Unión Central     | 46   | 29   | 75    | 66 | 1.1363 |
| 11.  | Destroyers        | -    | 37   | 37    | 34 | 1.0882 |
| 12.  | Iberoamericana    | 30   | 8    | 38    | 66 | 0.5757 |

|  |                                                                                      |
|  | Disputó el descenso indirecto contra el 2º de la Copa Simón Bolívar que fue Guabirá. |
|  | Descendió a la Segunda División.                                                     |

### Ascenso - Descenso Indirecto
| Club       | Ida (SCZ) | Vuelta (Montero) |
| ---------- | --------- | ---------------- |
| Guabirá    | 0         | 1                |
| Destroyers | 1         | 5                |

|  | Destroyers: Permanece en 1ª División. |